# Araeodontia peninsularis
Araeodontia peninsularis is een keversoort uit de familie mierkevers (Cleridae). De wetenschappelijke naam van de soort is voor het eerst geldig gepubliceerd in 1904 door Schaeffer.